# Deskanje na snegu na Zimskih olimpijskih igrah 2010 - ženski deskarski kros
Deskanje na snegu na Zimskih olimpijskih igrah 2010 - ženski deskarski kros, tekmovanje je potekalo 16. februarja 2010.

## Rezultati

### Kvalifikacije
| Poz | Št | Deskarka                | Država              | 1.tek   | 2. tek  | Boljši  |
| --- | -- | ----------------------- | ------------------- | ------- | ------- | ------- |
| 1   | 27 | Mellie Francon          | Švica               | 1:24,43 | 1:24,79 | 1:24,43 |
| 2   | 22 | Lindsey Jacobellis      | ZDA                 | 1:26,13 | 1:25,41 | 1:25,41 |
| 3   | 20 | Maëlle Ricker           | Kanada              | 1:43,59 | 1:25,45 | 1:25,45 |
| 4   | 30 | Olivia Nobs             | Švica               | 1:28,70 | 1:26,25 | 1:26,25 |
| 5   | 25 | Helene Olafsen          | Norveška            | 1:40,43 | 1:26,94 | 1:26,94 |
| 6   | 31 | Nelly Moenne Loccoz     | Francija            | 1:27,31 | 1:42,92 | 1:27,31 |
| 7   | 28 | Déborah Anthonioz       | Francija            | 1:27,61 | 1:27,49 | 1:27,49 |
| 8   | 19 | Zoe Gillings            | Združeno kraljestvo | 1:27,93 | Ods     | 1:27,93 |
| 9   | 32 | Simona Meiler           | Švica               | 1:45,16 | 1:27,94 | 1:27,94 |
| 10  | 36 | Doresia Krings          | Avstrija            | 1:36,55 | 1:28,98 | 1:28,98 |
| 11  | 17 | Sandra Frei             | Švica               | 1:29,46 | 1:43,38 | 1:29,46 |
| 12  | 23 | Faye Gulini             | ZDA                 | 1:30,75 | 1:43,29 | 1:30,75 |
| 13  | 37 | Claire Chapotot         | Francija            | Ods     | 1:30,89 | 1:30,89 |
| 14  | 33 | Nacuko Doi              | Japonska            | 1:31,23 | Ods     | 1:31,23 |
| 15  | 39 | Julie Wendel Lundholdt  | Danska              | 1:31,29 | 1:44,62 | 1:31,29 |
| 16  | 35 | Maria Ramberger         | Avstrija            | 1:43,54 | 1:33,08 | 1:33,08 |
| 17  | 26 | Raffaella Brutto        | Italija             | 1:34,12 | 1:37,94 | 1:34,12 |
| 18  | 34 | Stephanie Hickey        | Avstralija          | 1:35,26 | Ods     | 1:35,26 |
| 19  | 29 | Isabel Clark Ribeiro    | Brazilija           | 1:41,10 | 1:51,65 | 1:41,10 |
| 20  | 21 | Dominique Maltais       | Kanada              | Ods     | 1:45,56 | 1:45,56 |
| 21  | 40 | Callan Chythlook-Sifsof | ZDA                 | 1:59,04 | Ods     | 1:59,04 |
|     | 18 | Aleksandra Jekova       | Bolgarija           | Ods     | NŠ      |         |
|     | 24 | Juka Fudžimori          | Japonska            | NŠ      | NŠ      |         |
|     | 38 | Manuela Riegler         | Avstrija            | NŠ      | NŠ      |         |

### Zaključni boji

#### Četrtfinale
| Poz | Št | Deskarka        | Država              |
| --- | -- | --------------- | ------------------- |
| 1   | 1  | Mellie Francon  | Švica               |
| 2   | 8  | Zoe Gillings    | Združeno kraljestvo |
| 3   | 9  | Simona Meiller  | Švica               |
| 4   | 16 | Maria Ramberger | Avstrija            |

| Poz | Št | Deskarka            | Država   |
| --- | -- | ------------------- | -------- |
| 1   | 3  | Maëlle Ricker       | Kanada   |
| 2   | 6  | Nelly Moenne Loccoz | Francija |
| 3   | 14 | Nacuko Doi          | Japonska |
| 4   | 11 | Sandra Frei         | Švica    |

| Poz | Št | Deskarka        | Država   |
| --- | -- | --------------- | -------- |
| 1   | 4  | Olivia Nobs     | Švica    |
| 2   | 5  | Helene Olafsen  | Norveška |
| 3   | 12 | Faye Gulini     | ZDA      |
| 4   | 13 | Claire Chapotot | Francija |

| Poz | Št | Deskarka               | Država   |
| --- | -- | ---------------------- | -------- |
| 1   | 2  | Lindsey Jacobellis     | ZDA      |
| 2   | 7  | Déborah Anthonioz      | Francija |
| 3   | 10 | Doresia Krings         | Avstrija |
| 4   | 15 | Julie Wendel Lundholdt | Danska   |

#### Polfinale
| Poz | Št | Deskarka       | Država              |
| --- | -- | -------------- | ------------------- |
| 1   | 5  | Helene Olafsen | Norveška            |
| 2   | 4  | Olivia Nobs    | Švica               |
| 3   | 8  | Zoe Gillings   | Združeno kraljestvo |
| 4   | 1  | Mellie Francon | Švica               |

| Poz | Št | Deskarka            | Država   |
| --- | -- | ------------------- | -------- |
| 1   | 3  | Maëlle Ricker       | Kanada   |
| 2   | 7  | Déborah Anthonioz   | Francija |
| 3   | 6  | Nelly Moenne Loccoz | Francija |
| 4   | 2  | Lindsey Jacobellis  | ZDA      |

#### Finale
Mali finale
| Poz | Št | Deskarka             | Država              |
| --- | -- | -------------------- | ------------------- |
| 5   | 2  | Lindsey Jacobellis   | ZDA                 |
| 6   | 6  | Nellie Moenne Loccoz | Francija            |
| 7   | 1  | Mellie Francon       | Švica               |
| 8   | 8  | Zoe Gillings         | Združeno kraljestvo |

Finale
| Poz | Št | Deskarka          | Država   |
| --- | -- | ----------------- | -------- |
| 1   | 3  | Maëlle Ricker     | Kanada   |
| 2   | 7  | Déborah Anthonioz | Francija |
| 3   | 4  | Olivia Nobs       | Švica    |
| 4   | 8  | Helene Olafsen    | Norveška |